# Parc provincial J. T. Cheeseman
Le parc provincial J. T. Cheeseman est un parc provincial de la province de Terre-Neuve-et-Labrador situé près de Channel-Port-aux-Basques.
Le parc provincial J. T. Cheeseman est nommé en l'honneur de John Thomas Cheeseman, un politicien et homme d'affaires de la région. 